# Мегас Александрос
Мегас Александрос (грч. Μέγας Αλέξανδρος) је приморско насељено место у  општини Кушница у периферији Источна Македонија и Тракија, Грчка. Према попису из 2021. године било је 24 становника.
Насеље се први пут помиње на попису из 1991. године са 28 становника.